# Larifugella afra
Larifugella afra is een hooiwagen uit de familie Triaenonychidae.